# Jimmy Kennedy (parolier)
Jimmy Kennedy (20 juillet 1902 - 6 avril 1984) est un compositeur irlandais, principalement un parolier qui a écrit sur une  musique existante comme  « Le pique-nique des Teddy Bears » et « My Prayer », ou co-écrit avec les compositeurs Michael Carr , Wilhelm Grosz (alias Hugh Williams) et Nat Simon, entre autres.

## Jeunesse
Kennedy est né près d'Omagh, en Irlande du Nord. Son père, Joseph Hamilton Kennedy, était policier dans la Royal Irish Constabulary qui existait avant la partition de l'Irlande.
En grandissant à Coagh, Kennedy a écrit plusieurs chansons et des poèmes. Il a été inspiré par son environnement local : vue sur la rivière Ballinderry, la maison Springhill et les châtaigniers nombreux sur la propriété de sa famille, comme en témoigne son poème « châtaigniers ». Kennedy a ensuite déménagé à Portstewart, une station balnéaire .
Kennedy est diplômé du Trinity College de Dublin, avant d'enseigner en Angleterre. Puis, il a été accepté dans le service colonial, en tant que fonctionnaire, en 1927.

## Carrière musicale
En attendant un poste au  service colonial du Nigeria, Kennedy s'est lancé dans une carrière d'auteur-compositeur en se joignant à l'équipe de Bert Feldman, un éditeur de musique basé au Tin Pan Alley de Londres.
Au cours de sa carrière de plus de cinquante ans, il a écrit quelque 2 000 chansons dont plus de 200 à travers le monde sont devenues des succès et environ 50 sont des musiques populaires classiques.
En 1939, il écrit la version anglaise de « Ma Prière », une musique originale de Georges Boulanger, initialement écrite par Boulanger avec le titre « Avant de Mourir » en 1926.
Son premier succès est venu en 1931 avec « Barmaids Song », chanté par Gracie Fields. « Red Sails in the Sunset » (1935) a été inspiré par de belles soirées d'été de son lieu de naissance et « South of the Border » par une photo de vacances-carte postale qu'il a reçue de Tijuana au Mexique .
Au début de la Seconde Guerre mondiale, alors qu'il servait dans l'Artillerie royale de l'armée britannique où il atteint le grade de capitaine, il a écrit, en temps de guerre, le hit  « On ira pendre notre linge sur la ligne Siegfried ». Ses succès comprennent également « L'île de Capri », « My Prayer », « Le pique-nique de Teddy Bear » (musique de John Walter Bratton ), « L'amour est comme un violon », « Hokey Cokey » et « Rouler dans le long Wagon couvert ».
Dans les années 1960, Kennedy a écrit la chanson « Les rives de l'Erne » (The Banks of the Erne), pour l'enregistrement de son ami des années de guerre, Theo Hyde. Le nom professionnel de Theo était Ray Warren, et c'est le nom qui apparaît sur la partition.
Kennedy était organisateur du concours international de la chanson de Castlebar de 1973 jusqu'à sa mort en 1984 et sa participation à l'événement a ajouté un grand prestige au concours.

## Récompenses
Kennedy a remporté deux Ivor Novello Awards pour sa contribution à la musique et a reçu un diplôme honorifique de l'Université Nouvelle de l'Ulster. Il a reçu l'OBE en 1983. En 1997, il a intégré, à titre posthume, le  Temple de la renommée (pour son activité de parolier) du Hall of Fame.

## Fin de vie
Kennedy est mort à Cheltenham le 6 avril 1984, âgé de 81 ans. Il est enterré à Taunton, Somerset. Il a eu deux fils et une fille, Janet.

## Sélection de chansons
- "Barmaids Song"
- "Red Sails in the Sunset"
- "South of the Border"
- "We're Going to Hang out the Washing on the Siegfried Line"
- "The Isle of Capri"
- "Istanbul (Not Constantinople)"
- "My Prayer"
- "Teddy Bears' Picnic"
- "Love is Like a Violin"
- "Hokey Pokey"
- "Roll Along Covered Wagon"
- "Harbour Lights"